# Potočani (Tešanj)
Pour les articles homonymes, voir Potočani.
Potočani (en cyrillique : Поточани) est un village de Bosnie-Herzégovine. Il est situé dans la municipalité de Tešanj, dans le canton de Zenica-Doboj et dans la fédération de Bosnie-et-Herzégovine. Selon les premiers résultats du recensement bosnien de 2013, il compte 1 121 habitants.

## Géographie
Le village est situé au bord de la rivière Usora, un affluent de la Bosna.

## Démographie

### Évolution historique de la population dans la localité
| 1948 | 1953 | 1961 | 1971 | 1981 | 1991 | 2013  |
| ---- | ---- | ---- | ---- | ---- | ---- | ----- |
| -    | -    | 363  | 505  | 603  | 629  | 1 121 |

|  |